# Opritsjnina
Opritjnina (russisk: опри́чнина, tr. opritjnina) henviser til tiden i Ruslands historie mellem 1565 og 1572, da zar Ivan den Grusommes indenrigspolitik prægedes af politisk repression af Zar-Ruslands befolkning.
Ivan 4. oprettede et hemmeligt politi på omkring 6.000 mand (opritjniki), som udførte offentlige henrettelser og konfiskerede bojarernes ejendom for at formindske deres indflydelse. Organisationen blev kaldt opritjnina, et navn, der også blev anvendt om det landområde, som zaren direkte beherskede og indenfor hvilket hans opritjniki virkede.
Termen opritjnina, som Ivan udformede, stammer fra det russiske ord opritj (russisk: опричь, udskille, gøre ulig, udenfor). Begrebet lever i dag på grund af forbindelsen til udøverne opritjnikerne, broderskabet, som Ivan gav opgaven at kontrollere zardømmets områder. Opritjnikerne fik frie hænder og igangsatte et terrorregime, som blandt andet fuldstændigt ødelagde den gamle handelsby Novgorod.

## Opkomst
Zar Ivan 4. erklærede Den livlandske krig i 1558, da den Livlandske konføderation nægtede at betale sin tribut til Rusland. Krigen om Livland blev udkæmpet 1558-1583 i det nuværende Estland og Letland, hvor Zar-rusland stod over for en koalition indgået mellem Danmark-Norge, Sverige og Den polsk-litauiske realunion.
Til 1578 domineredes området af Rusland med tidlige militære sejre i Dorpat (Tartu) og Narva. Ruslands opløsning af den Livlandske konføderation fik Polen-Litauen til at gå ind i konflikten, mens Sverige og Danmark gik ind mellem 1559 og 1561. Svensk Estland etableredes trods vedvarende russiske felttog i området.

## Konsekvenser
Opritjnina blev en fiasko. Krigen med nabostaterne skabte i de indledende faser urolige forhold. Som følge af terroren i områderne direkte under Ivan valgte mange bønder at flygte til andre dele af landet. Da store dele af landets bedste jord derved lå uudnyttet, steg kornpriserne til det tidobbelte med den følge, at Rusland blev endnu mere destabiliseret. Systemet var virksomt så langt, at det skræmte folket til fuld underkastelse under zaren. De økonomiske følger var imidlertid så alvorlige, at Ivan måtte opgive projektet i 1572.